# Saint-Léger-sous-Brienne
Saint-Léger-sous-Brienne è un comune francese di 403 abitanti situato nel dipartimento dell'Aube nella regione del Grand Est.

## Società

### Evoluzione demografica
Abitanti censiti